# Cleistocana mirabilis
Cleistocana mirabilis är en kaktusväxtart som först beskrevs av Albert Frederik Hendrik Buining, och fick sitt nu gällande namn av David Richard Hunt. Cleistocana mirabilis ingår i släktet Cleistocana, och familjen kaktusväxter. Inga underarter finns listade i Catalogue of Life.